# تشارلز جورمان
تشارلز جورمان (بالإنجليزية: Charles Gorman)‏ هو ممثل أمريكي، ولد في 1865، وتوفي في 25 يناير 1928 بنيويورك في الولايات المتحدة.

## وصلات خارجية
- تشارلز جورمان على موقع IMDb (الإنجليزية)
- تشارلز جورمان على موقع قاعدة بيانات الفيلم (الإنجليزية)